# Daniel Florea (politician)
Daniel Florea (n. 19 septembrie 1972, Călărași, Călărași, România) este politician român, ales deputat de Călărași între 2012–2016 din apartea Partidului Social Democrat (PSD). A fost ales din nou deputat în 2020, tot pe listele PSD, dar pe durata mandatului, în 2022, a părăsit partidul; a trecut în 2023 la Partidul Republican, aliat al Alianței pentru Unirea Românilor (AUR), pe care l-a părăsit în august 2024 pentru a trece la Partidul DREPT.
A fost și primar al Sectorului 5 al Bucureștiului.
În Camera Deputaților, Daniel Florea a fost președintele Subcomisiei CEDO, membru al Comisiei de Revizuire a Constituției și al delegației Parlamentului României la Consiliul Europei.